# Panneggio bagnato
Pour les articles homonymes, voir Bagnato.

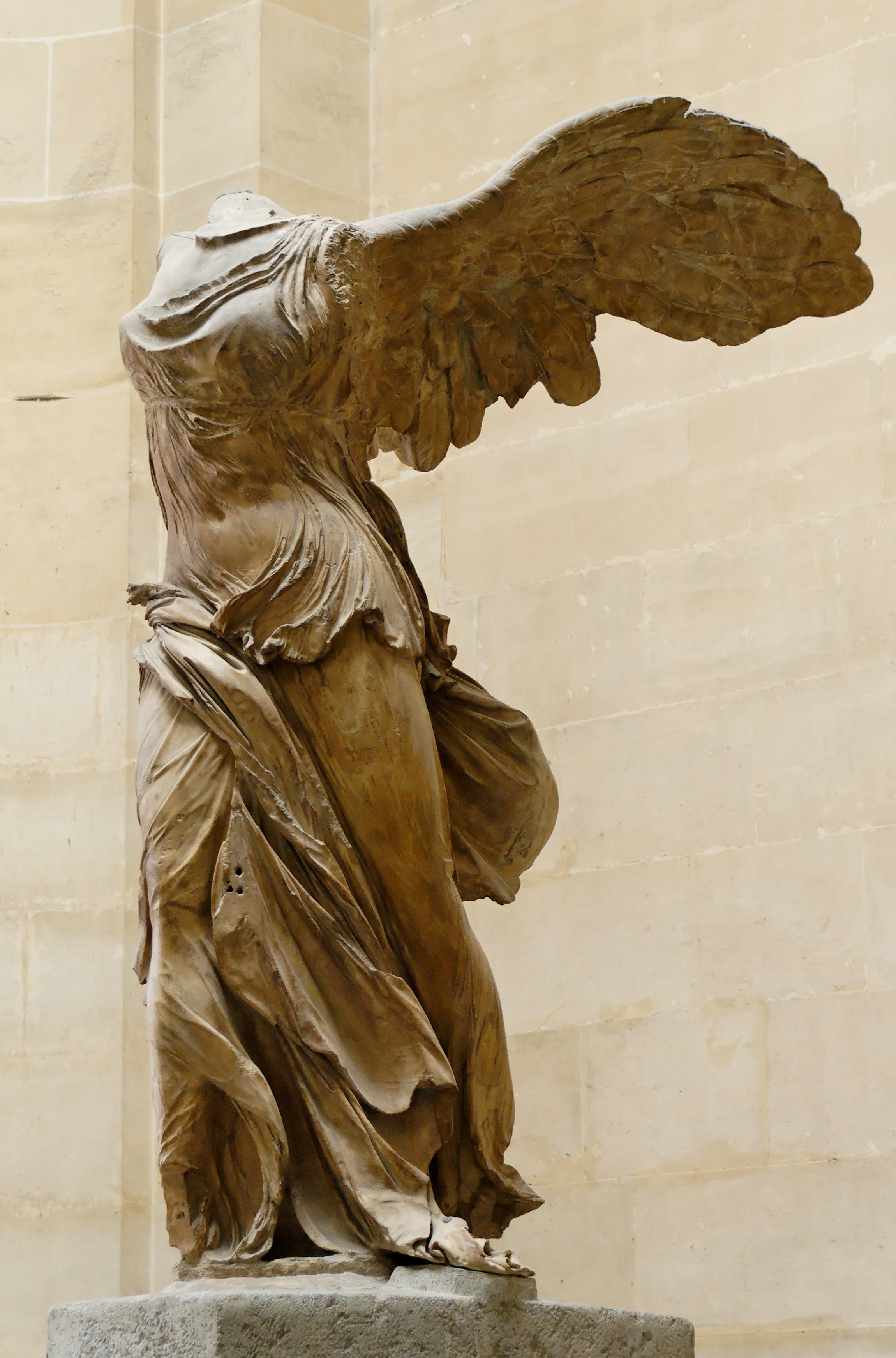
La Victoire de Samothrace.

Le panneggio bagnato est une technique pour rendre le modelé des plissés et des drapés sur un corps humain après avoir enduit d'eau et de craie les habits du modèle ou du mannequin.

## Histoire
On devrait cette technique de la sculpture à l'artiste grec de l'Antiquité, Phidias. Elle fut appliquée à la peinture à la Renaissance italienne pour obtenir une simulation plus parfaite des effets de modelés et ainsi révéler le corps sous ses habits.

## Exemples en sculpture
Antiquité
- Praxitèle
- Scopas
- Léocharès

Période moderne
- Le Cristo velato  de Giuseppe Sanmartino (XVIIIe siècle) ;
- La Pudicizia d'Antonio Corradini.

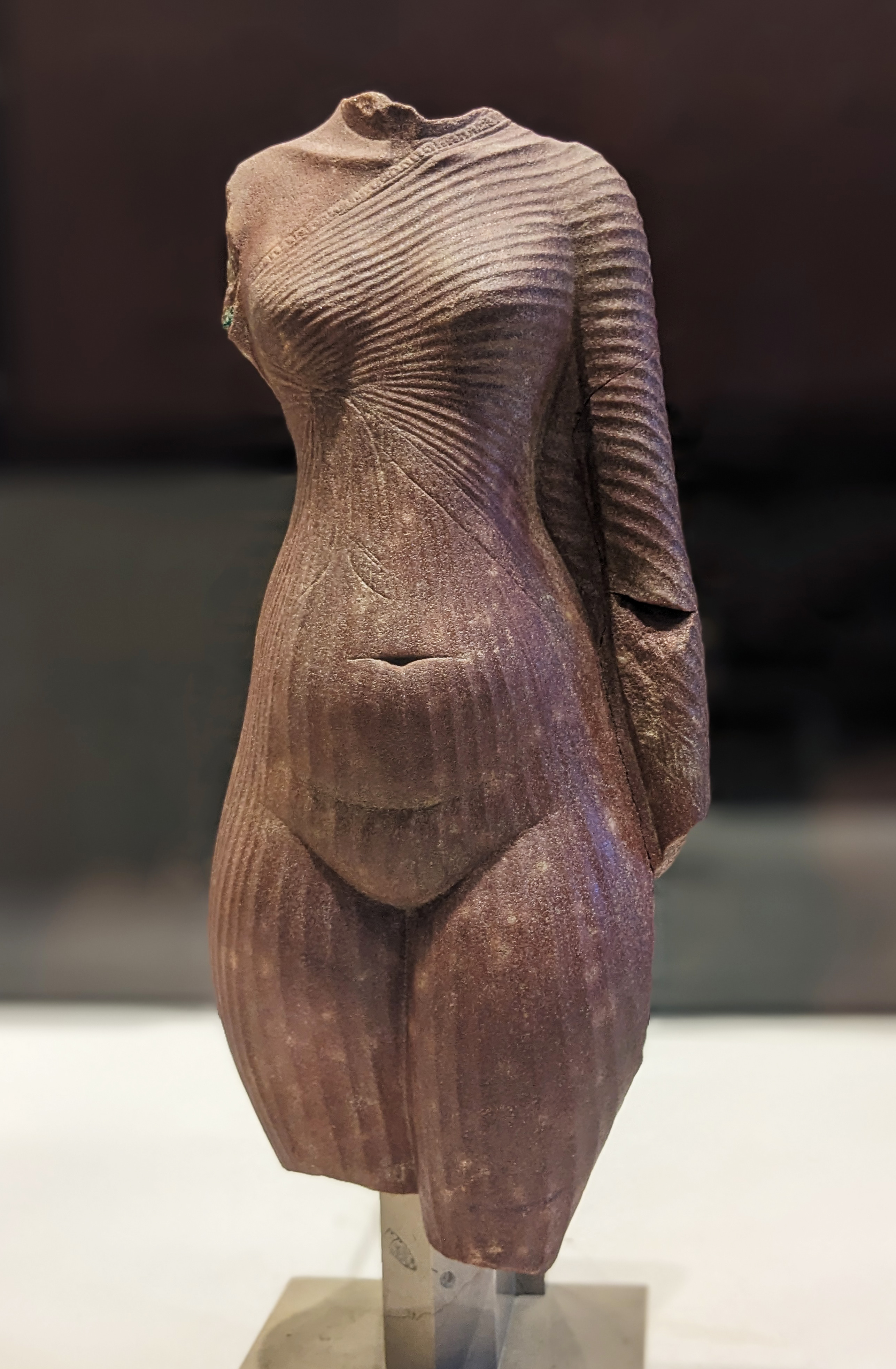
Corps de femme, sans doute Néfertiti, Nouvel Empire (vers 1550 - vers 1069 av. J.-C.).
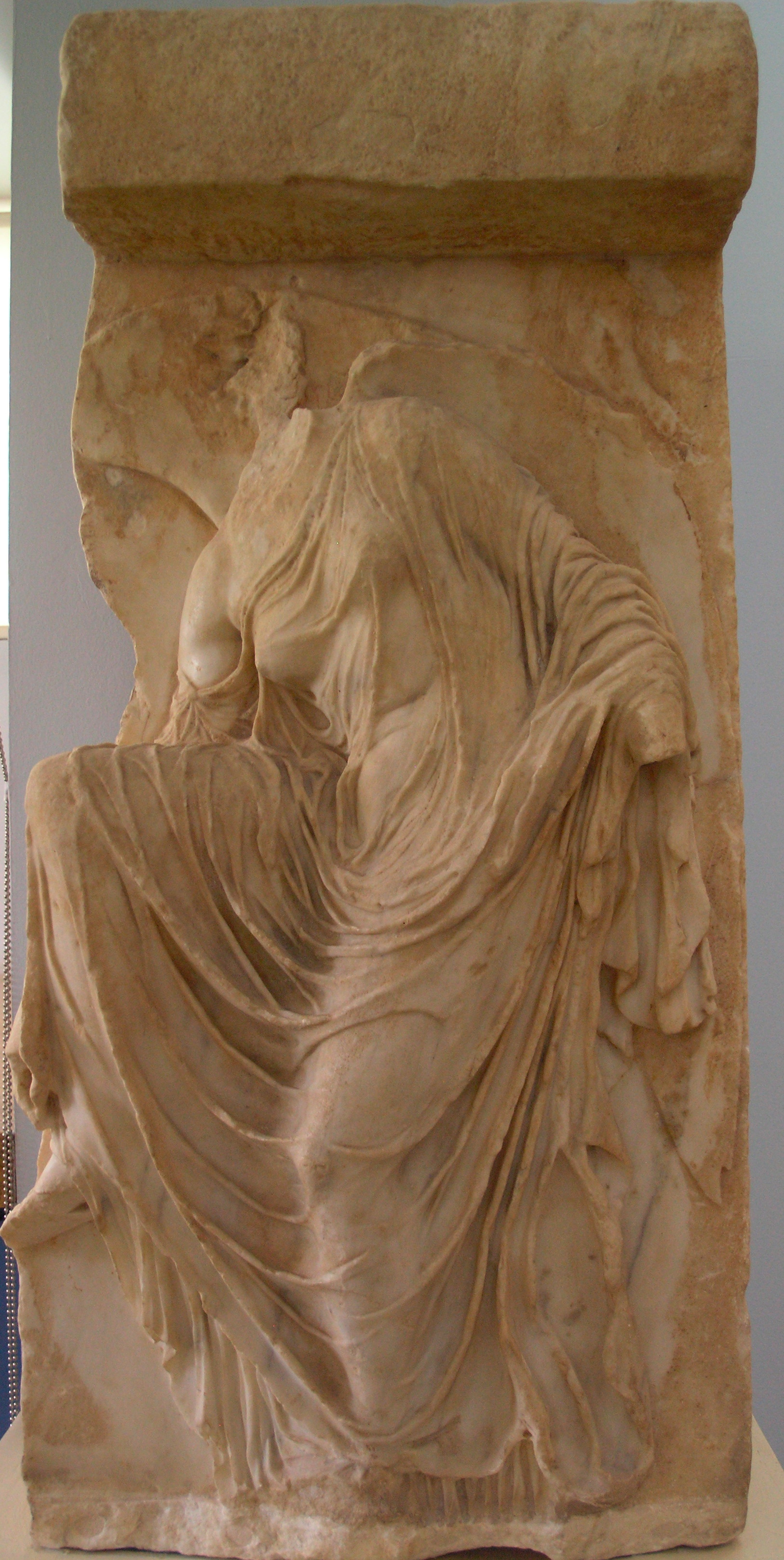
Nikè à la sandale, vers 420-410 av. J.-C.
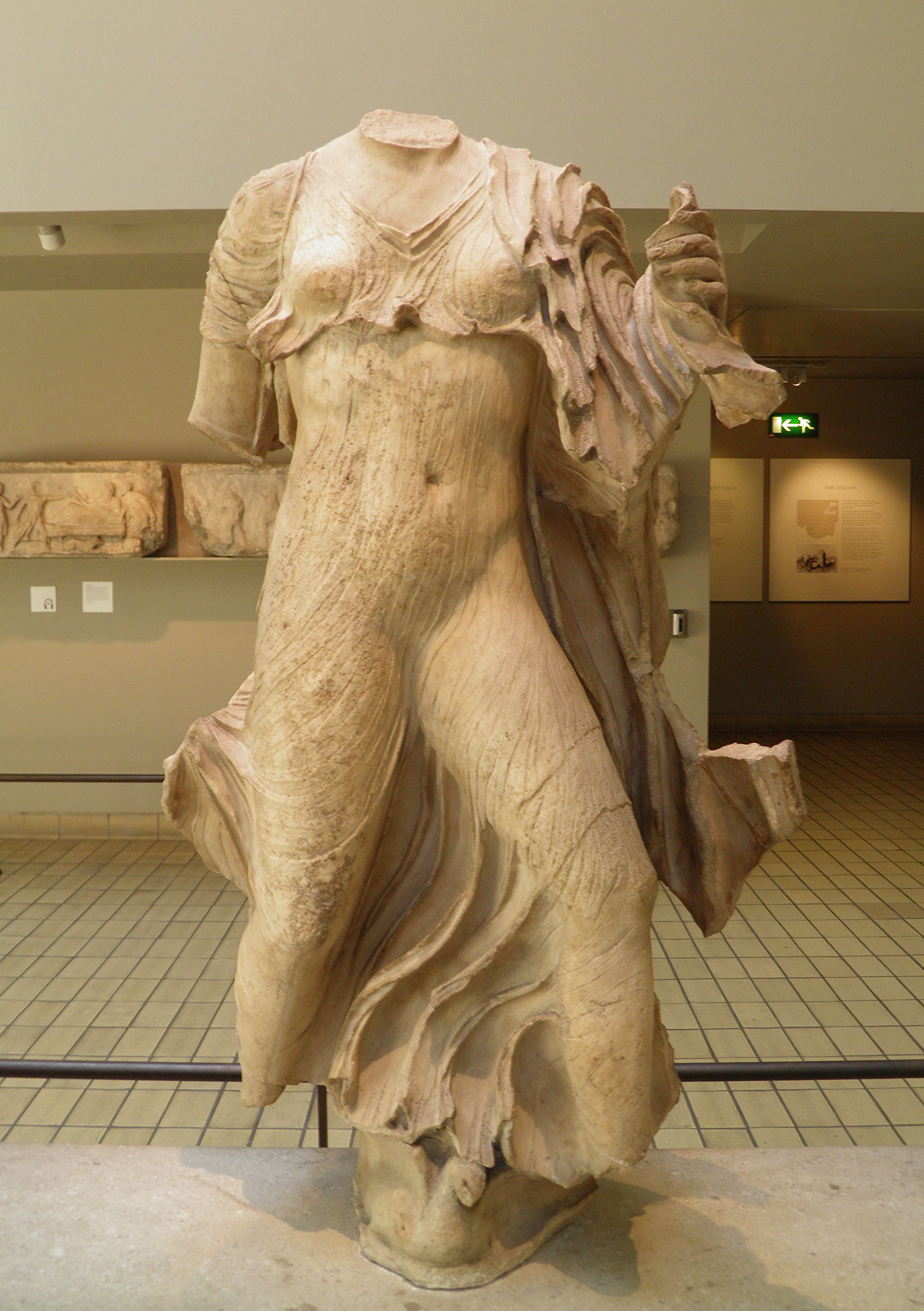
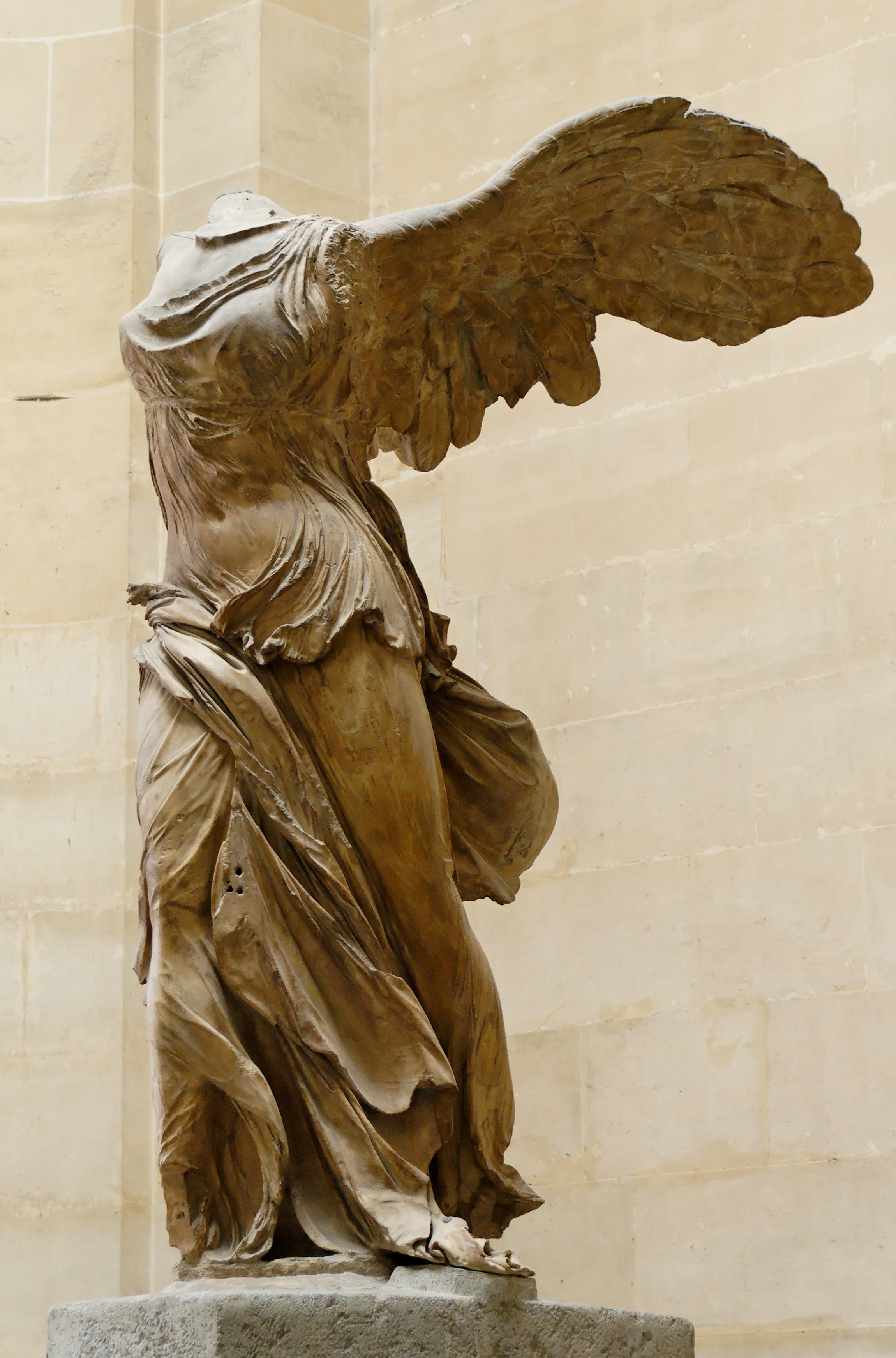
Victoire de Samothrace, vers 190 av. J.-C.
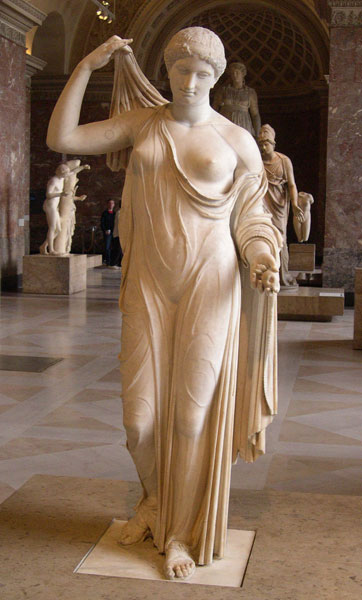
Venus Genitrix, réplique d'un original grec attribué à Callimaque.
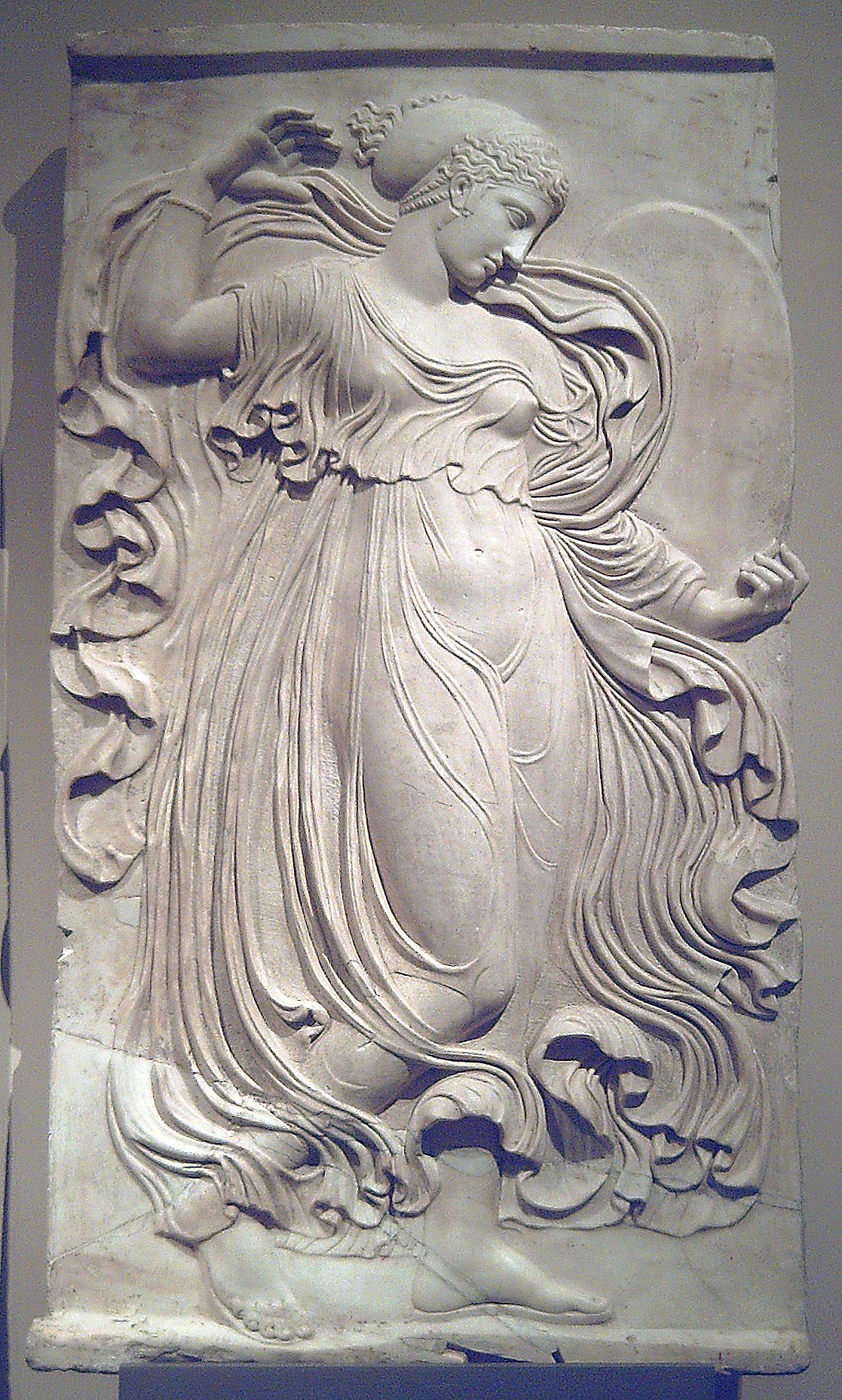
Danse des Ménades, bas-relief romain, entre 120 et 140 ap. J.-C., copie d'un original grec sculpté à Athènes du Ve siècle, attribué à Callimaque de Cyrène.
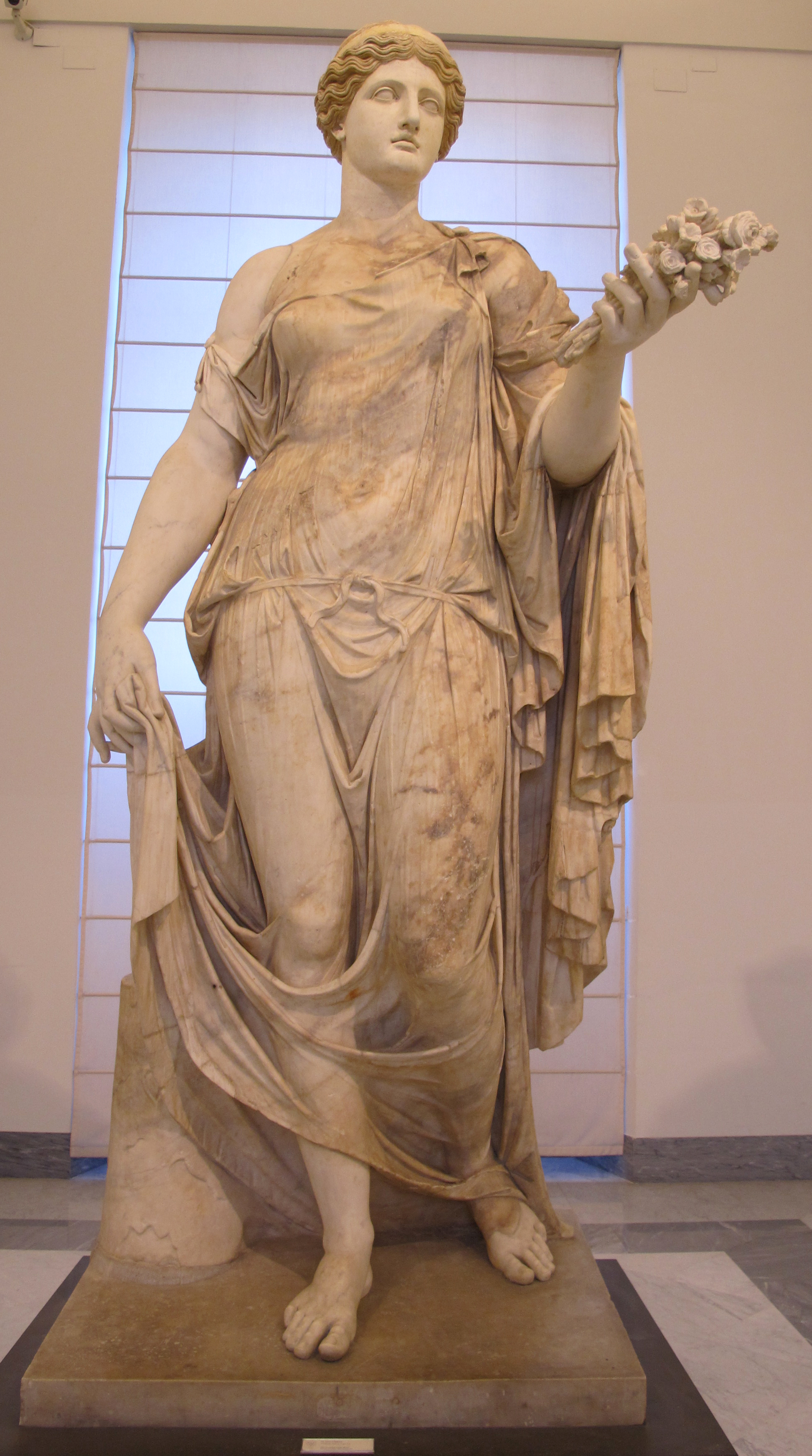
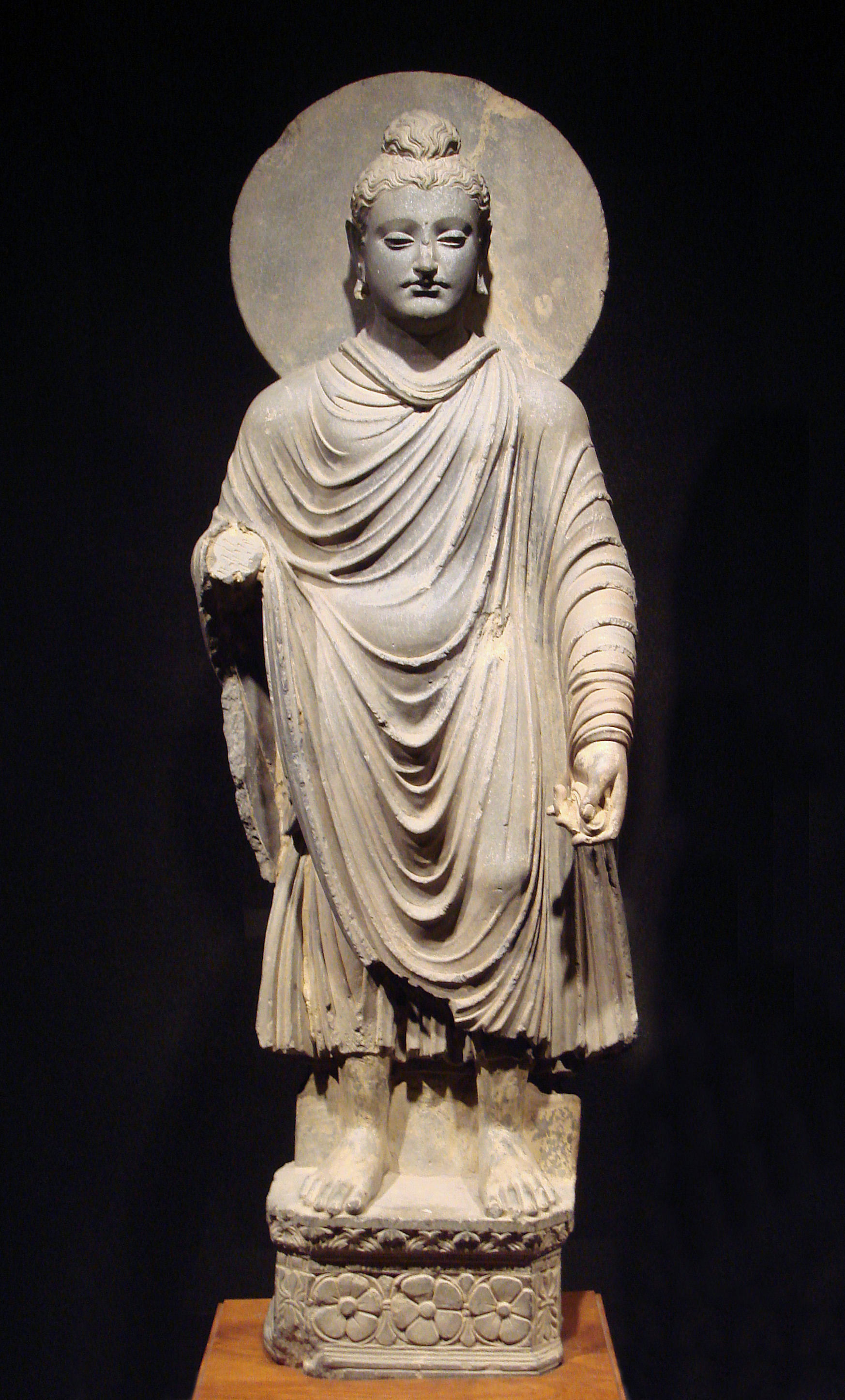
Art gréco-bouddhique du Gandhara Ier – IIe siècles
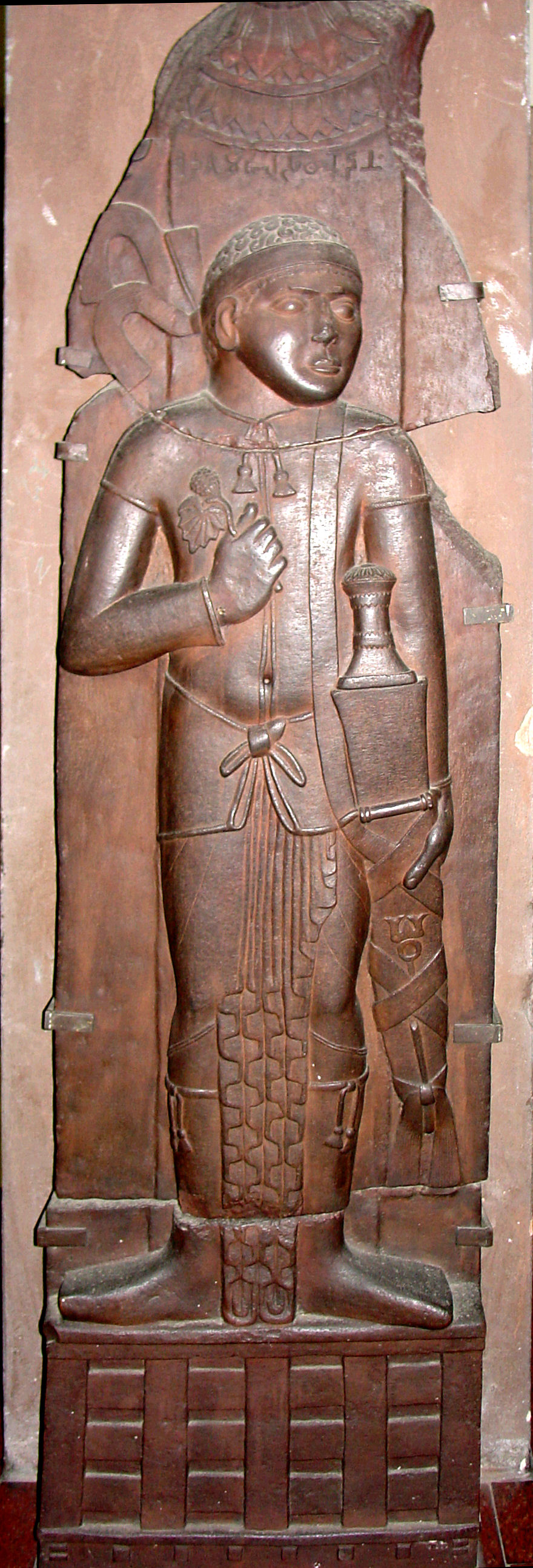
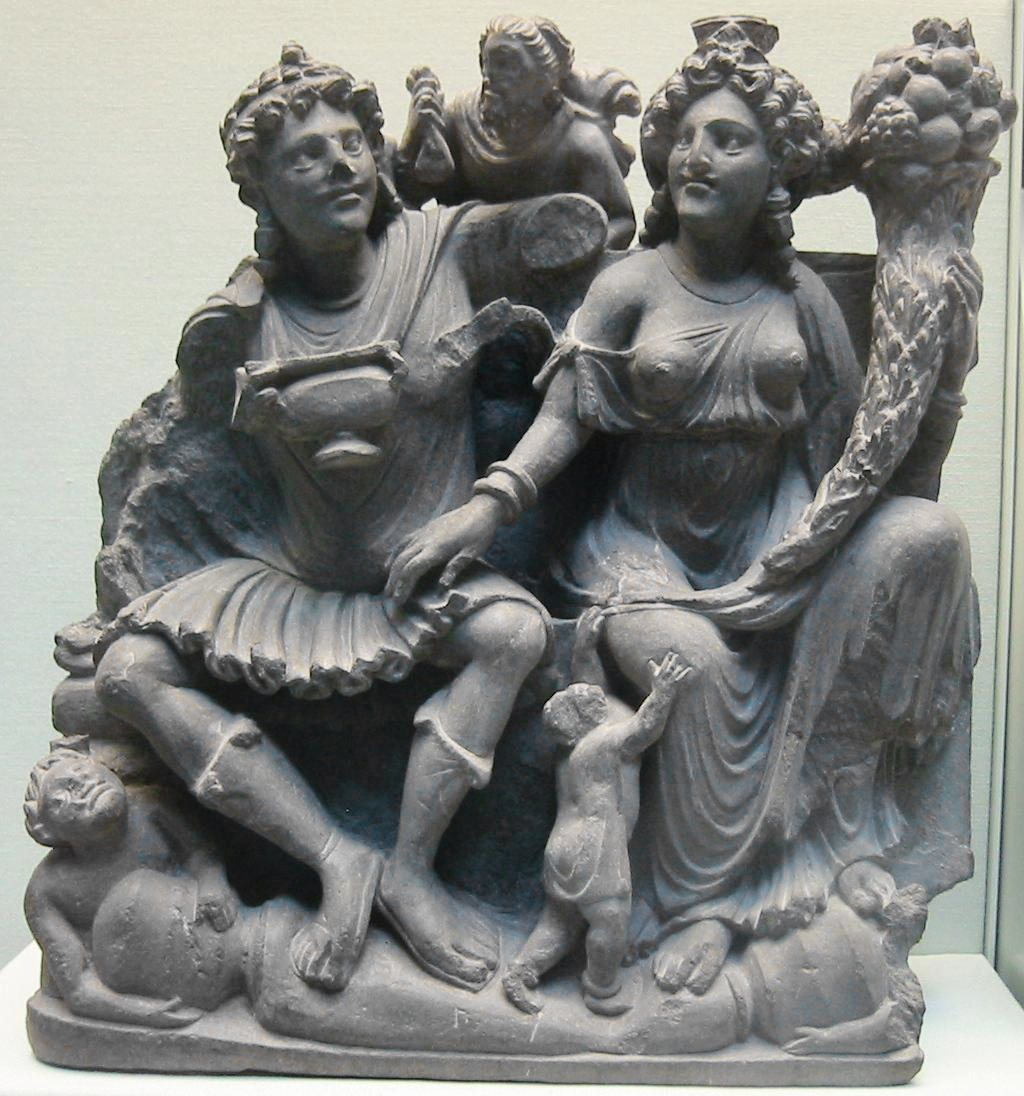
Le couple protecteur Panchika et Hariti (à la corne d'abondance), IIe – IIIe siècles
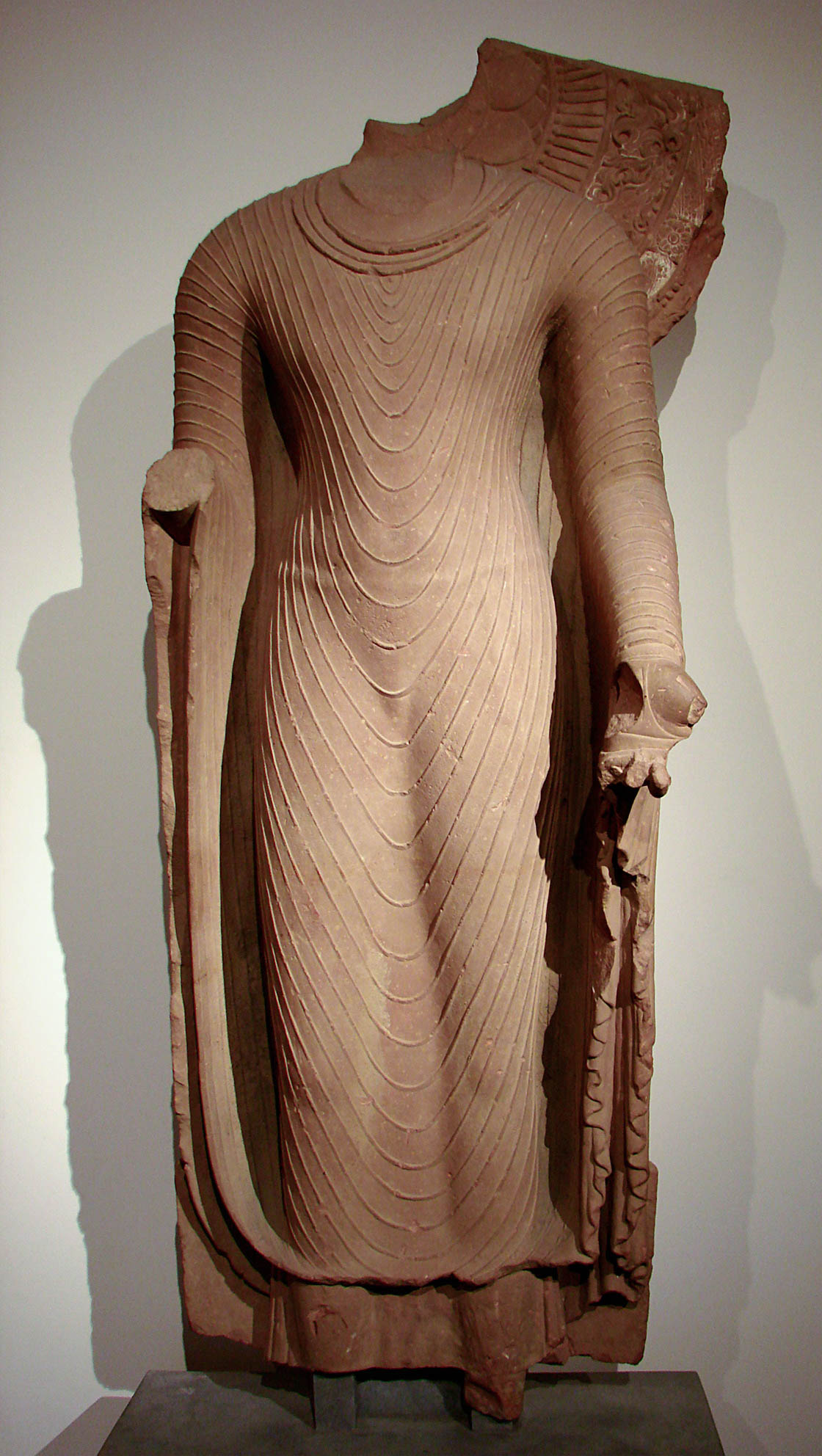
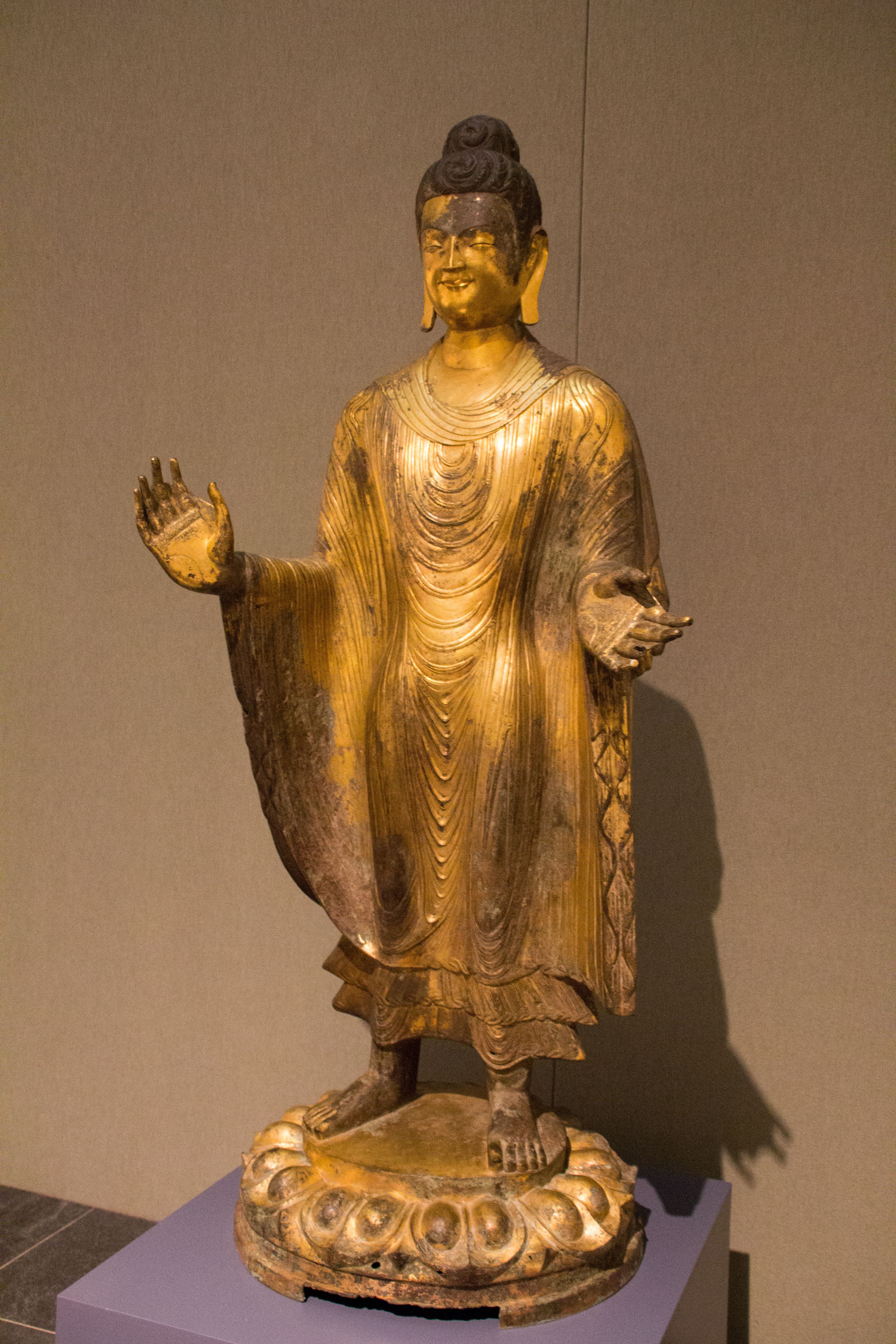
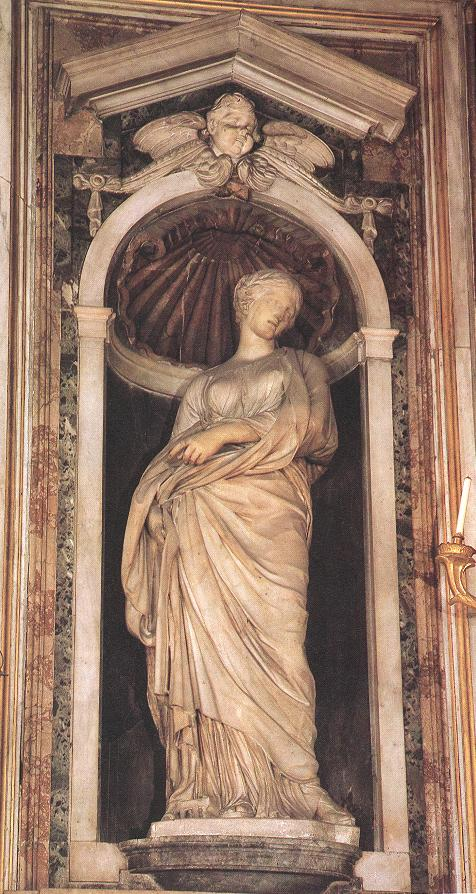
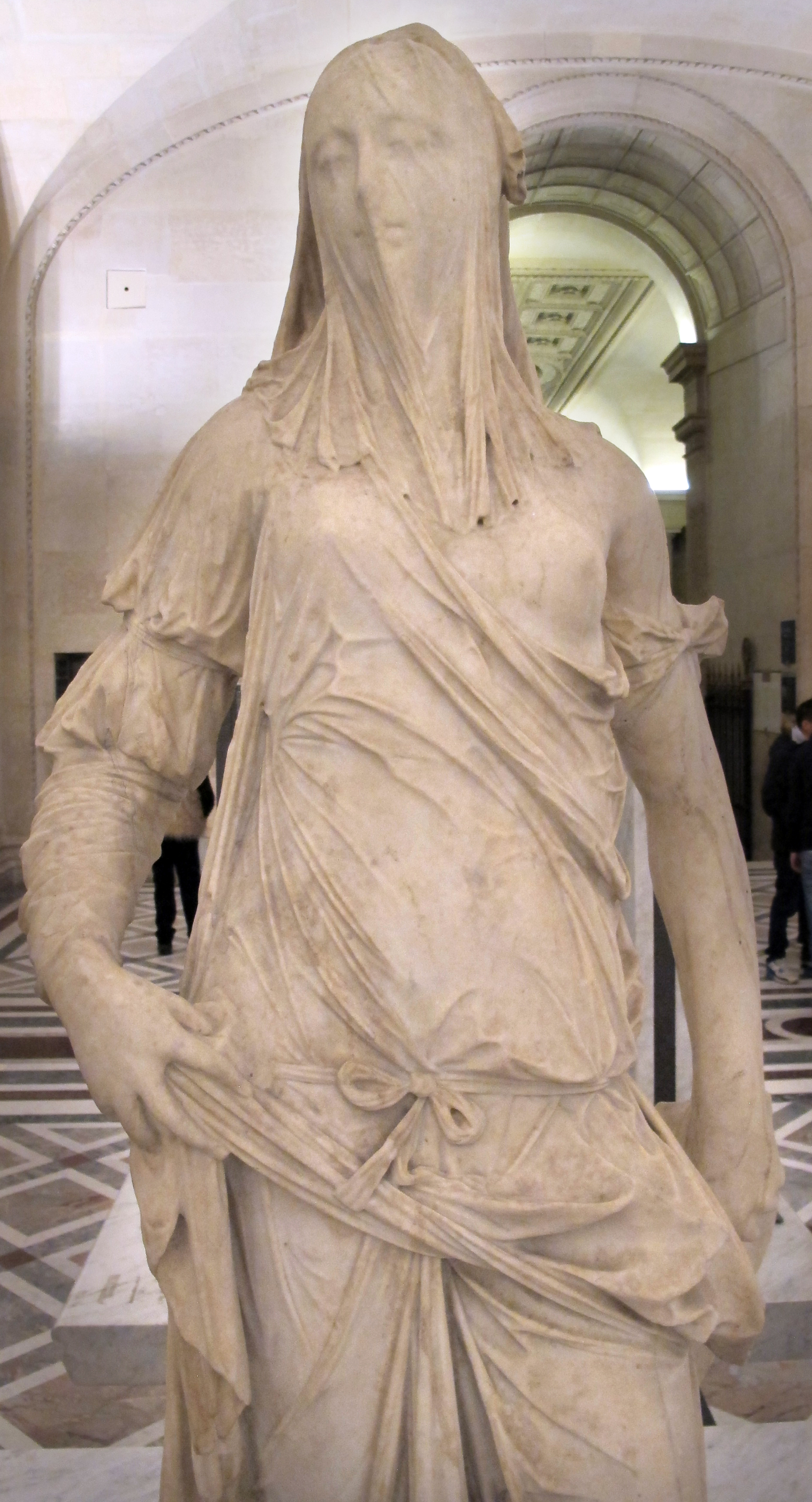
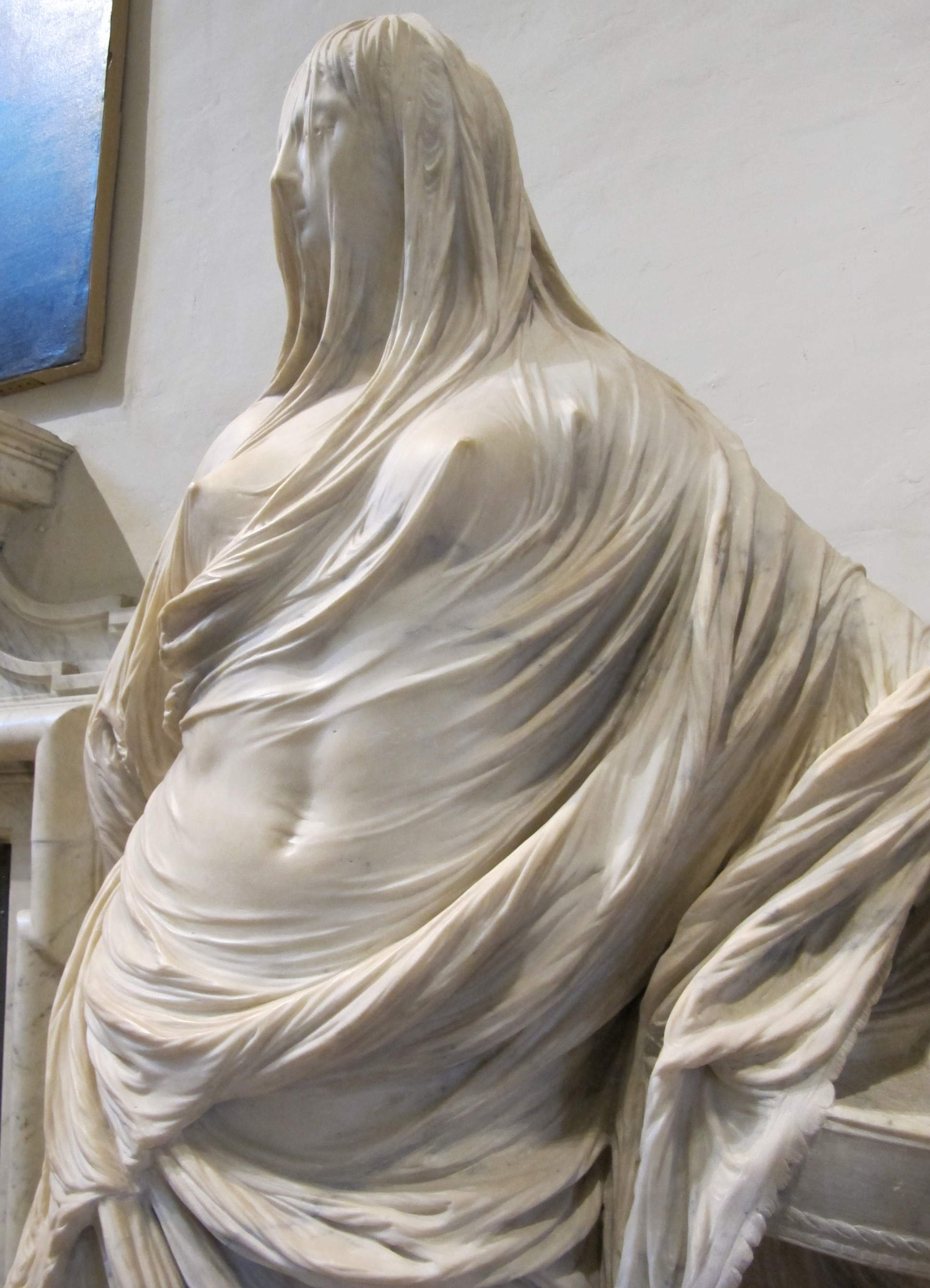
La Vestale Tuccia, Antonio Corradini, 1743.
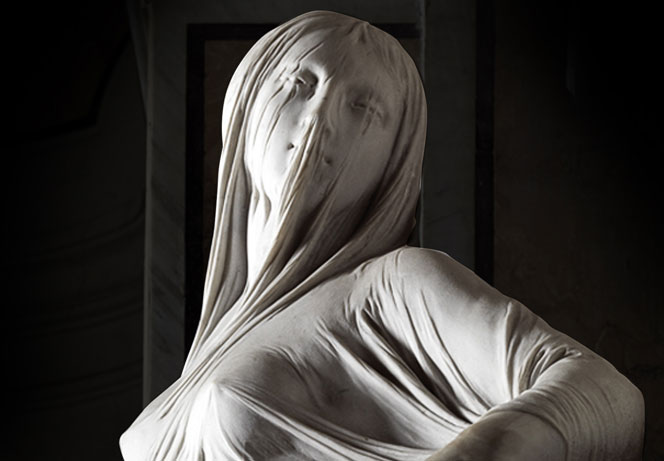
La Pudeur, Antonio Corradini, 1752.
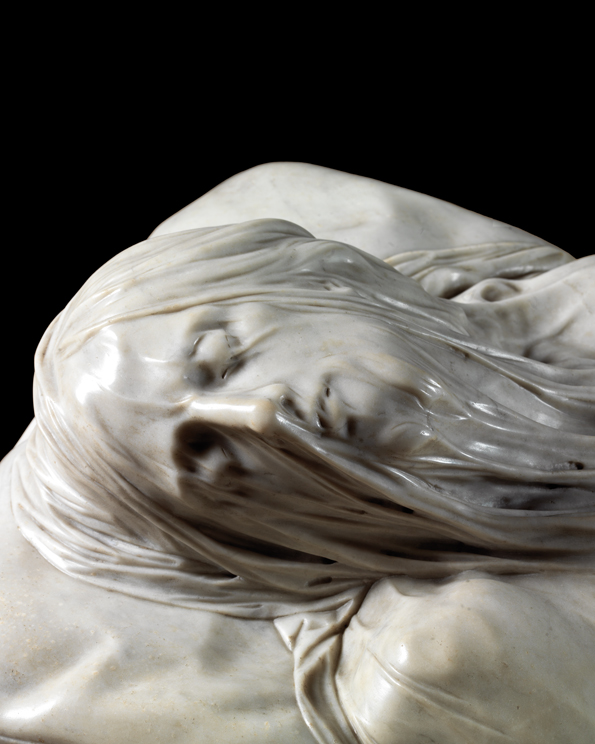
Le Christ voilé, de Giuseppe Sanmartino, 1753.
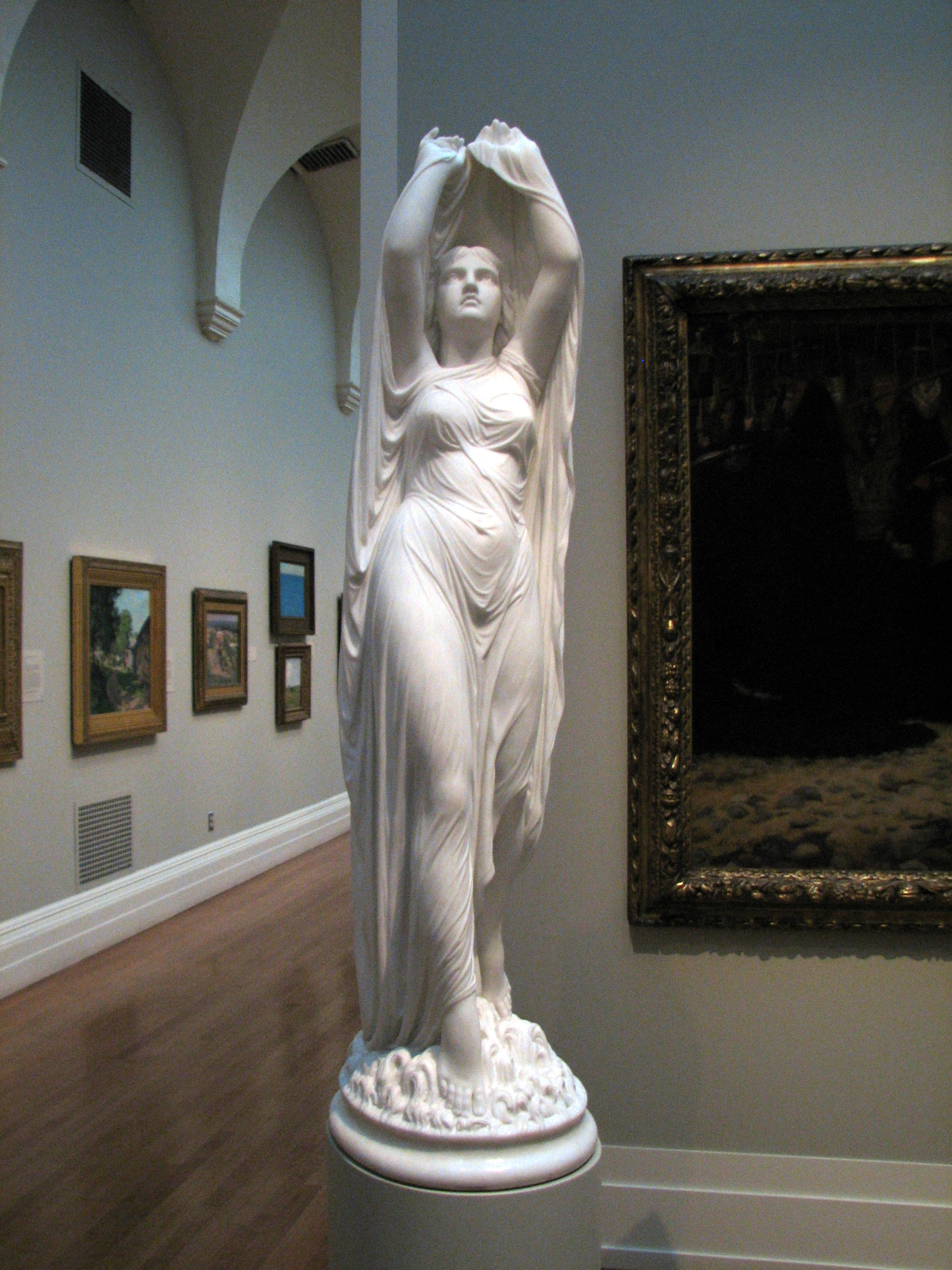
Ondine sortant de l'onde de Chauncey Bradley, 1880-1882.
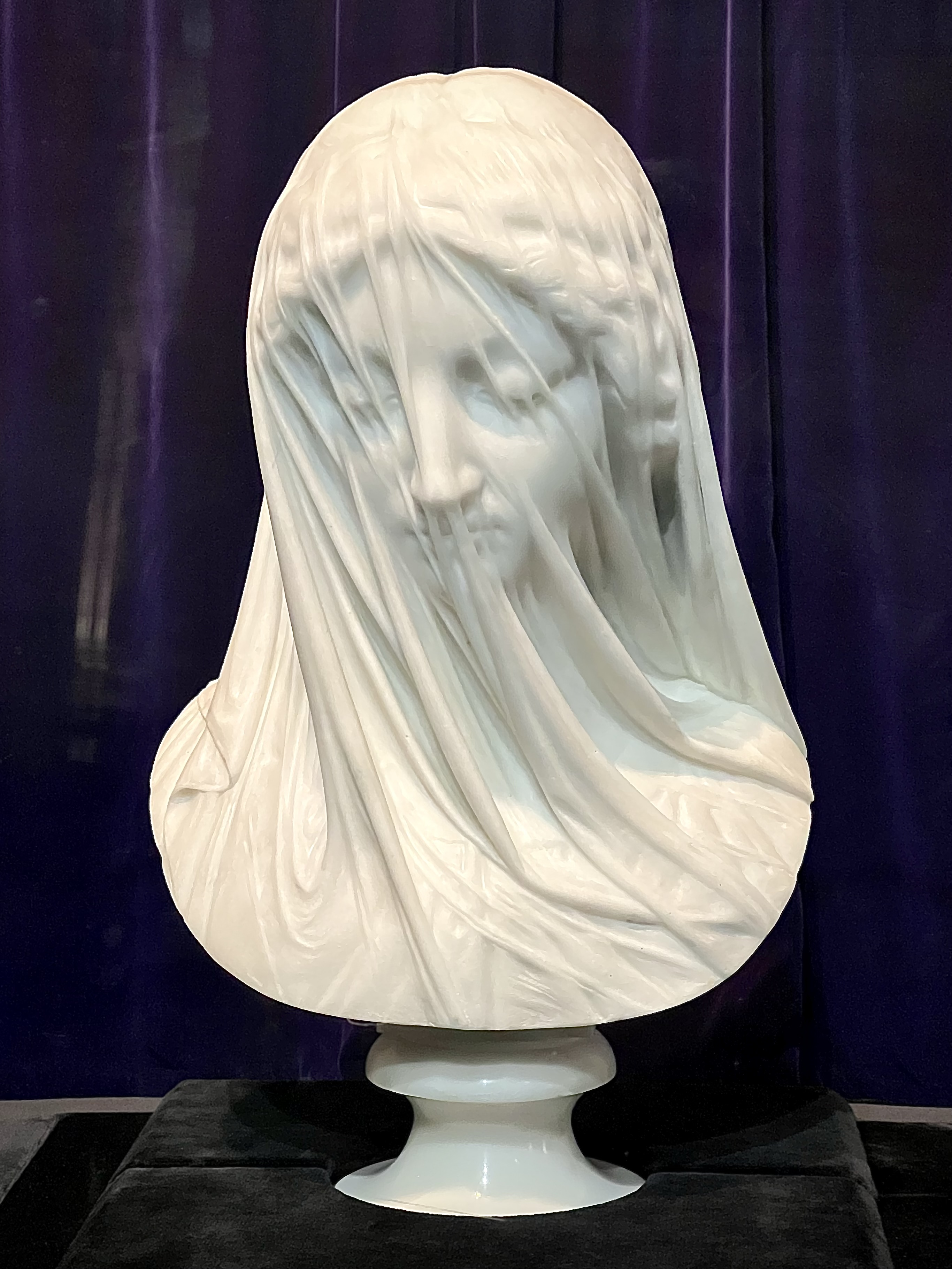
Vierge voilée de Giovanni Strazza, vers 1850[1].

## Exemples en peinture

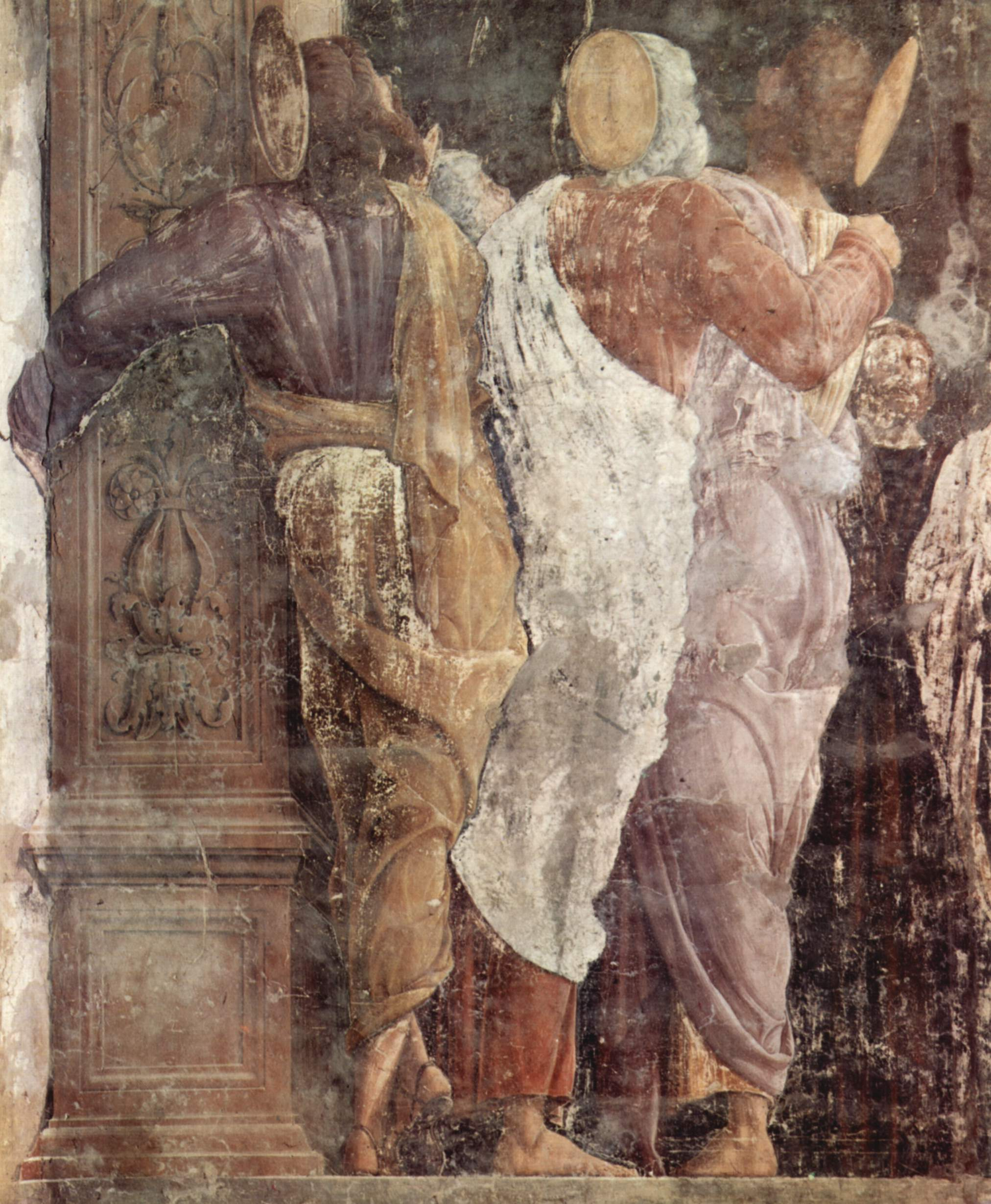
Fresque des Docteurs de l'église, chapelle d'Ovetari, Padoue, par Mantegna et Pizzolo.

- Andrea del Verrocchio
- Andrea Mantegna
- Niccolò Pizzolo